# Manado
Manado (o Menado) è la capitale della provincia indonesiana del Sulawesi Settentrionale, sull'isola di Celebes. Sorge su una baia, stretta da montagne. La sua popolazione è di circa 600 000 abitanti. La città gode del titolo di municipalità (kota).
I dintorni sono una destinazione nota agli appassionati di immersioni e pesca subacquea. Nelle vicinanze, a circa 16 chilometri, sorge il monte Lokon, un vulcano attivo.

## Società

### Lingue e dialetti
Accanto alla lingua regionale, il minahasa, è parlata una lingua creola basata sul malese, detto "malese di Menado" (bahasa Melayu Menado).

## Storia
La Compagnia olandese delle Indie orientali vi costruì un forte nel 1658. Come altre regioni della Indonesia orientale, Manado divenne in parte cristiana a seguito dell'opera di missionari olandesi, quali Riedel e Schwarz. Nel 1825-30, nel corso della Guerra di Giava, che opponeva l'autorità coloniale olandese ai ribelli giavanesi del principe Diponegoro, soldati minahasa vennero arruolati in gran numero dai primi. Tanto che, quando venne catturato, il 28 marzo 1830, Diponegoro venne esiliato proprio a Manado, sino al 1834 (quando venne trasferito al Forte Rotterdam di Makassar, nel sud di Célèbes, dove morì l'8 gennaio 1855).
Manado era, quindi, un centro piuttosto antico ed importante, quando, nel 1859, visitata dal naturalista inglese Alfred Wallace, che ne lodò la bellezza. A metà del Novecento, tuttavia, la città subì una duplice, violenta, distruzione: prima i bombardamenti alleati, quando la città era occupata dall'Impero giapponese, nel corso della seconda guerra mondiale, poi, nel febbraio 1958, i bombardamenti indonesiani, seguiti, nel successivo giugno, da una spedizione militare, quando la città era divenuta 'capitale' del movimento separatista Permesta.

## Altre voci
- Lingua malese di Manado